# 邻单胞菌属
邻单胞菌属為肠杆菌目的一属好氧或兼性厌氧发酵型革兰氏阴性杆菌。圆端的直杆菌。出现于鱼和其他水生动物和各种哺乳动物。与腹泻有关，偶尔也是人的条件致病菌。此属的模式种为类志贺邻单胞菌(Plesiomonas shigelloides)。

## 下属物种
- 类志贺邻单胞菌 Plesiomonas shigelloides corrig. (Bader, 1954) Habs and Schubert, 1962